# Jüdischer Friedhof (Spomyšl)
Koordinaten: 50° 20′ 35,7″ N, 14° 21′ 32,8″ O

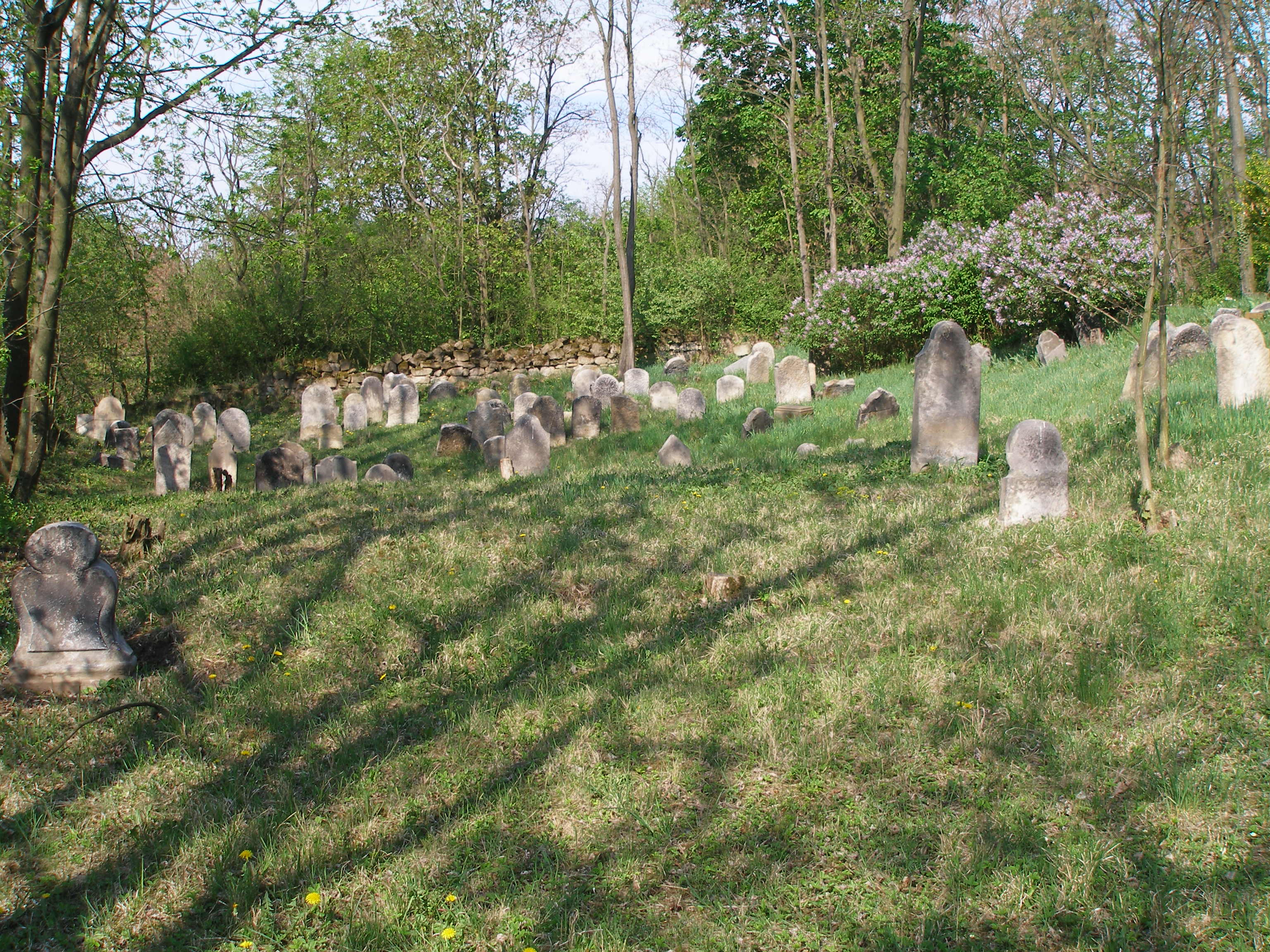
Jüdischer Friedhof in Spomyšl

Der Jüdische Friedhof in Spomyšl,  einer tschechischen Gemeinde im Okres Mělník der Mittelböhmischen Region, wurde vermutlich im 17. Jahrhundert errichtet. Der jüdische Friedhof nördlich des Ortes ist seit 1988 ein geschütztes Kulturdenkmal.
Auf dem Friedhof sind heute noch viele Grabsteine erhalten.